# هيفي باريل
هيفي باريل (بالإنجليزية: Heavy Barrel)‏ و (باليابانية: ヘビー・バレル) هي لعبة فيديو شوتم أب آركيد تم إنتاجها في سنة 1987 وهي من تطوير وتوزيع شركة داتا إيست، اللعبة تعرض مجموعة إرهابيين يستولون على موقع مفاعل نووي فيقوم اللاعب بمحاربتهم إلى أن يقتل قائدهمويكون مزود ببندقية وقنابل.